# Łąki nad Wojkówką
Łąki nad Wojkówką este o arie protejată (sit de importanță comunitară — SCI) din Polonia întinsă pe o suprafață de 9,62 ha, integral pe uscat.

## Localizare
Centrul sitului Łąki nad Wojkówką este situat la coordonatele 49°46′55″N 21°43′34″E / 49.7819°N 21.726°E.

## Înființare
Situl Łąki nad Wojkówką a fost declarat sit de importanță comunitară în octombrie 2009 pentru a proteja un număr necunoscut de specii din flora spontană și fauna sălbatică aflate în arealul zonei.

## Biodiversitate
Situată în ecoregiunea continentală, aria protejată conține 2 habitate naturale: Pajiști uscate seminaturale și facies de acoperire cu tufișuri pe substraturi calcaroase (Festuco-Brometalia) (* situri importante pentru orhidee), Fânețe de joasă altitudine (Alopecurus pratensis, Sanguisorba officinalis).
La baza desemnării sitului se află un număr nedeclarat de specii protejate.
Pe lângă speciile protejate, pe teritoriul sitului au mai fost identificate 3 specii de plante.